# Strada europea E843
La Strada europea E843  è una strada europea di classe B, il cui numero, dispari, indica una direzione nord-sud e il cui percorso si trova completamente in territorio italiano.  Collega Bari con Taranto e interconnette le strade europee E55 e E90.

## Percorso
| E843 BARI-TARANTO |                           |                               |
| Tipologia         | Tratto                    | Interconnessioni              |
| autostrada        | Superstrada Bari-Bitritto | Bari centro - Bari sud        |
| autostrada        | A14                       | Bari sud - Taranto Nord       |
| superstrada       | SS 7                      | Taranto Nord - Taranto Centro |